# Canton d'Arzacq-Arraziguet
Le canton d'Arzacq-Arraziguet est une ancienne division administrative française, située dans le département des Pyrénées-Atlantiques et la région Aquitaine.

## Composition
Le canton regroupe 23 communes :
- Arget
- Arzacq-Arraziguet 1002hab
- Bouillon
- Cabidos
- Coublucq
- Fichous-Riumayou
- Garos
- Géus-d'Arzacq
- Larreule
- Lonçon
- Louvigny
- Malaussanne
- Mazerolles
- Méracq
- Mialos
- Montagut
- Morlanne
- Piets-Plasence-Moustrou
- Pomps
- Poursiugues-Boucoue
- Séby
- Uzan
- Vignes.

## Histoire
En 1790, le canton d'Arzacq comptait les mêmes communes qu'aujourd'hui à l'exception du village de Riumayou, mais avec la commune de Momas.

## Représentation

### Conseillers généraux de 1833 à 2015
| Période               | Identité                                | Parti               | Qualité |
| --------------------- | --------------------------------------- | ------------------- | --- |
| 1833-1837 (décès)     | Baron Jean Dombidau de Crouseilhes      | Carliste            | Président de chambre à la cour royale de Pau                                                                                         |
| 1837-1853             | Hippolyte Boulin dit Chouat (1795-1862) |                     | Propriétaire, notaire, adjoint au maire d'Arzacq Suppléant du juge de paix, conseiller d'arrondissement                              |
| 1853-1856             | André Vignancour                        |                     | Président du Tribunal civil d'Orthez                                                                                                 |
| 1856-1862 (décès)     | Hippolyte Boulin dit Chouat             |                     | Notaire, maire d'Arzacq |
| 1863-1870             | Baron Jean Jules Antoine de Trubessé    |                     | Propriétaire à Cabidos |
| 1870-1871             | Arthur Lafont                           | Conservateur        | Avocat, ancien bâtonnier à Bayonne                                                                                                   |
| 1871-1877 (démission) | Albert de Domecq                        | Républicain         | Rentier à Morlanne |
| 1877-1880             | Auguste Rébeillé (1828-1887)            | Républicain         | Propriétaire du château de Larrozé à Vignes                                                                                          |
| 1880-1892             | Albert de Domecq                        | Républicain         | Rentier à Morlanne |
| 1892-1934 (décès)     | Damien Catalogne                        | RG                  | Avocat et avoué à Pau Député (1902-1906) Sénateur (1906-1934)                                                                        |
| 1934-1940             | Louis Danty-Lafrance (1884-1956)        | Rad.                | Ingénieur de l'École centrale, Directeur de l'usine de gaz de Saint-Denis Professeur au CNAM                                         |
|                       |                                         |                     | |
| 1945-1948 (décès)     | Lucien Favre                            | SFIO                | Professeur puis inspecteur de l'enseignement primaire (déchu de ses fonctions par le Gouvernement de Vichy), adjoint au maire de Pau |
| 1949-1985             | Jean Lamarque d'Arrouzat                | MRP-DVD RI puis UDF | Maire d'Arzacq-Arraziguet |
| 1985-2004             | Jean Casseignau                         | DVD puis app. UDF   | Assureur Maire de Fichous-Riumayou (1983-1995)                                                                                       |
| 2004-2015             | Bernard Dupont                          | DVD                 | Eleveur de porcs Maire de Malaussanne Elu en 2015 dans le Canton d'Artix et Pays de Soubestre                                        |

### Conseillers d'arrondissement (de 1833 à 1940)
| Période                                  | Période          | Identité                                    | Étiquette | Qualité |
| ---------------------------------------- | ---------------- | ------------------------------------------- | --------- | --- |
| 1833                                     | 1837             | Hippolyte Mathieu Joseph Boulin (1795-1862) |           | Avocat, notaire à Arzacq                                                                                    |
| 1837                                     | 1848             | M. de Loubocy                               |           | Juge de paix à Arzacq                                                                                       |
|                                          |                  |                                             |           | |
| 1901                                     | 1912 (démission) | M. Lamarque d'Arrouzat                      |           | |
| 1er déc. 1912                            | 1936 (décès)     | René Rébeillé                               | RG        | Propriétaire à Arzacq-Arraziguet                                                                            |
| 31 janvier 1937                          | 1940             | Fernand Minbielle (1888-1962)               | URD-PPF   | Notaire, maire d'Arzacq-Arraziguet                                                                          |
| 1940                                     |                  |                                             |           | Les conseils d'arrondissement ont été suspendus par la loi du 12 octobre 1940 et n'ont jamais été réactivés |
| Les données manquantes sont à compléter. |                  |                                             |           | |

## Démographie
| 1962  | 1968  | 1975  | 1982  | 1990  | 1999  | 2006  | 2011  | 2012  |
| ----- | ----- | ----- | ----- | ----- | ----- | ----- | ----- | ----- |
| 5 564 | 5 342 | 5 069 | 5 066 | 5 125 | 5 355 | 5 824 | 6 444 | 6 495 |